# الجالد (الرجم)

تعديل مصدري - تعديل

الجالد هي إحدى قرى عزلة الروحاني بمديرية الرجم التابعة لمحافظة المحويت، بلغ تعداد سكانها 143 نسمة حسب تعداد اليمن لعام 2004.